# Эбнат-Каппель
Эбнат-Каппель (нем. Ebnat-Kappel) — коммуна в Швейцарии, в кантоне Санкт-Галлен.
Входит в состав округа Тоггенбург. Население составляет 4926 человек (на 31 декабря 2006 года). Официальный код — 3352.